# Puchar Francji w piłce nożnej (2003/2004)
Puchar Francji w piłce nożnej mężczyzn 2003/2004 – 87. edycja rozgrywek, mających na celu wyłonienie zdobywcy piłkarskiego Pucharu Francji, zorganizowana przez Francuski Związek Piłki Nożnej (FFF) w sezonie 2003/04. Przystąpiło do niej 6057 drużyn klubowych. Zwyciężył Paris SG, pokonując w finale LB Châteauroux.

## 1/8 finału
| Gospodarze                | Wynik       | Goście                    |          |
| ESA Brive (CFA)           | 1 - 0       | AJ Auxerre (L1)           |          |
| Aviron Bayonnais FC (CFA) | 0 - 2       | Paris SG (L1)             |          |
| AS Monaco (L1)            | 4 - 1       | Olympique Lyonnais (L1)   |          |
| Toulouse FC (L1)          | 1 - 1 dogr. | Stade Rennais (L1)        | 6-7 kar. |
| FC Nantes Atlantique (L1) | 4 - 0       | Stade Brestois (Nat.)     |          |
| Amiens SC (L2)            | 1 - 0       | SM Caen (L2)              |          |
| LB Châteauroux (L2)       | 2 - 0       | US Créteil-Lusitanos (L2) |          |
| Dijon FCO (Nat.)          | 1 - 1 dogr. | Stade de Reims (Nat.)     | 4-2 kar. |

## Ćwierćfinały
| Gospodarze                | Wynik | Goście              |  |
| ESA Brive (CFA)           | 1 - 2 | Paris SG (L1)       |  |
| Amiens SC (L2)            | 0 - 1 | Dijon FCO (Nat.)    |  |
| FC Nantes Atlantique (L1) | 3 - 2 | Stade Rennais (L1)  |  |
| AS Monaco (L1)            | 0 - 1 | LB Châteauroux (L2) |  |

## Półfinały
- FC Nantes Atlantique - Paris SG 1-1 (dogr.), kar. 3-4
- LB Châteauroux - Dijon FCO 2-0

## Finał
- Paris SG - LB Châteauroux 1-0